# Sirin Ebádi
Sirin Ebádi (Hamadan, 1947. június 21. ) (perzsául شيرين عبادى ) iráni bírónő. A demokráciáért és az emberi jogokért tett erőfeszítései miatt 2003-ban Nobel-békedíjat kapott. Ő volt az első iráni és az első muszlim nő, akit a díjjal jutalmaztak. 2009-ben az iráni hatóságok elkobozták tőle a Nobel-békedíjat. Iránban lakott, de az iráni hatóságok sorozatos zaklatásai miatt 2009-ben elhagyta hazáját.

## Életrajza
Az északnyugat-iráni Hamadánban született 1947-ben vallását gyakorló muszlim családban. Édesapja Mohammad Ali Ebádi (meghalt 1993-ban) a nyilvántartó hivatal vezetője volt, a kereskedelmi joggal kapcsolatos előadásokat tartott, és néhány könyvet is kiadott ebben a témában. Két nővére, és egy öccse van.
Egyéves korában költözött családja Teheránba. Tanulmányait a firuzkuhi általános iskolában kezdte, később az Anoshiravn Dadgar és Reza sah Kabir középiskolákban folytatta. 1965-ben vették fel a teheráni egyetem jogi karára. 1968-ban szerzett diplomát, majd hat hónapig gyakornokként helyezkedett el az Igazságügyi Hivatalban. 1969-ben a bírói kar tagja lett, emellett oktatott az egyetemen, és 1971-ben megszerezte a doktori fokozatot magánjogból.
Az Igazságügyi Minisztériumban különböző állásokat töltött be, majd 1975-ben a Teheráni Városi Bíróság elnöke lett. Ő volt az első nő Iránban, aki ilyen magas poszton bíróként dolgozhatott.
Az 1979-es iráni forradalom után az új vallási színezetű hatalom posztjáról, ahogy a többi bírónőt is eltávolította, mivel az iszlám tiltja a nők számára az ítélkezést, és ekkor egyházi (hivatalnoki) feladatokat kapott. Egy alkalommal tiltakozott az elnökségi döntések ellen, ezért őt és több női bírót szakértőnek nyilvánítottak és így már nem vehettek részt érdemi döntésekben.
Ekkor kérte nyugdíjazását, amit akkor elfogadtak. Mivel az ügyvédi kamara gyakorlatilag a forradalom után nem üzemelt, így nem juthatott ügyvédi munkához, a jogi karrierje gyakorlatilag szünetelt. A forradalom győzelme után magánpraxist sem hozhatott létre, erre utaló kérelmét sokáig elutasították, végül 1992-ben megkapta az ügyvédi engedélyt, és létrehozta a saját praxisát.
A kényszerű szünet alatt számtalan könyvet írt, és publikált iráni lapokban. Az ügyvédi engedély megszerzése után elsősorban különböző nemzeti ügyekben képviselte megbízóit, például sorozatos gyilkosságok áldozatainak családját, illetve néhány, a sajtóval kapcsolatos ügyeket. Képviselt társadalmi jelentőségű ügyeket is, például családon belüli bántalmazással vagy gyermekekkel szembeni erőszakkal kapcsolatosan. Az állammal szemben képviselte Zahra Kazemi Iránban meggyilkolt újságírónő édesanyját.
Egyetemi oktatóként is aktív volt, emberi jogi képzéséhez évről évre egyre több diák csatlakozott. Az 1999-es elnökválasztási kampányban aktív szerepének köszönhetően a 270 parlamenti képviselőből 14 lehetett nő.

## Politikai nézetei
„Az iszlám összeegyeztethető az emberi jogokkal, semmi olyan nincs a Koránban, ami az emberi jogok ellen szólna” – említette meg Iran Awakening című könyvében. Ugyanakkor kifejezi nacionalista szeretetét hazája iránt, és kritikusan viszonyul a nyugati világ felé. Az iráni forradalom előtt a nyugatbarát sah ellensége volt, és kezdetben támogatta a forradalom célkitűzéseit. Egy sajtótájékoztatón, röviddel a békedíj bejelentése előtt Ebádi határozottan visszautasította a külföldi beavatkozást az ország belügyeibe: „A harc az emberi jogokért Iránban az iráni nép ügye és mi ellenezzük a külföldi beavatkozás minden fajtáját Iránban”.
Ezt követően Ebádi nyíltan megvédte az iszlám rezsim nukleáris fejlesztési programját is:
„Eltekintve attól, hogy gazdaságilag indokolt vált, oka a nemzeti büszkeség, egy régi nemzet dicső történelme, nincs olyan iráni kormány – tekintet nélkül annak ideológiájára, vagy demokratikus jellegére –, amelyik le merné állítani a programot ”

## Emigrációban
2009 júniusában Iránban elnökválasztást tartottak. A választás időpontjában Ebádi Spanyolországban, Mallorcán tartózkodott, ahol a szólásszabadságról tartott előadást. A választást követően – amelyet a regnáló elnök pártja nyert meg – tüntetésekre került sor, amelyek során sok békés tüntető sérült és halt meg. Politikusokat, tudósokat, emberi jogi aktivistákat tartóztattak le. Ebádi számára egyértelmű volt, hogy szabadsága, de talán élete is veszélyben van, ezért úgy döntött, hogy nem utazik Iránba. Az ezt követő időszakban az Egyesült Államokban, majd Londonban élt, és folytatta emberi jogi tevékenységét, próbálta felhívni a világ figyelmét Irán problémáira.
Iránban ez alatt az idő alatt folyamatosan zaklatták a családját (elsősorban húgát és férjét), volt munkatársait, barátait. Férjét megtervezett módon csapdába csalták: egy ismerősénél találkozott korábbi barátnőjével, aki - amikor az ismerős váratlanul eltávozott - sikeresen elcsábította. Ekkor titkosrendőrök csaptak le rájuk, kiderült, hogy videófelvétel készült az együttlétükről. Mivel a házasságtörés az iszlám szerint halálos bűnnek számít, Dzsavádot, Ebádi férjét megzsarolták: csak akkor ússza meg a megkövezést, ha egy tévébeszélgetés keretében azt állítja, Ebádi szándéka az, hogy megbuktassa az iszlám államot, mert valójában külföldi imperialisták érdekeit – elsősorban Amerikáét – szolgálja. Dzsavád végül belement ebbe, így elkészült az interjú, amelyet később valóban bemutattak az iráni televízióban. Dzsávádot valóban felmentették, egy hamisított, antedatált házassági szerződés bemutatásával, amely szerint pár évvel korábban ideiglenes házasságot kötött az említett nővel.
Ezt követően Ebádit megvádolták azzal, hogy nem fizette be az adót a Nobel-díja után. Iránban a díjak adómentesek voltak, ám Ebádi távollétében mégis elvesztette a pert, mivel az ügyvédjét megfélemlítették, zaklatták, később senki nem akarta vállalni az ügyét, illetve a bíróság arra hivatkozott, hogy a Nobel-díj nem társadalmi illetve tudományos díj, hanem politikai jellegű adomány, így adóköteles. Ezt követően Ebádiék földjét, javait elárverezték mélyen áron alul, annak érdekében, hogy az ezekből befolyó összeg ne fedezze a megállapított adót.
Dzsávád, Ebádi férje évekig kérvényezte, hogy külföldre utazhasson – két lányuk az Egyesült Államokban illetve Angliában tanult és dolgozott. Négy év után kapott engedélyt arra, hogy kiutazzon, ám egyetlen megmaradt értékes tulajdonuk, a lakásuk tulajdoni lapját lefoglalták, azzal, hogy ha nem térne vissza Iránba, azt is elveszik tőlük. Dzsávád és Ebádi négy év után találkoztak újra, ám ekkorra a folyamatos zaklatások, a különélés hatására tönkrement a házasságuk. Bár később is jó kapcsolatban maradtak, és Ebádi későbbi "Szabadnak születtem" című könyvében tisztelettel és szeretettel ír férjéről, Dzsávád nemsokára beadta a válópert.
2013-ban Ebádi több olyan szakértővel találkozott, akiknek tudományos érvei arra késztették, hogy megváltoztassa véleményét a nukleáris fejlesztési programról. Véleményének és álláspontjában megváltoztatásához a fukusimai katasztrófa következményei is hozzájárultak.

## Társadalmi tevékenysége
- Számos kutatási projektet vezet az UNICEF Teheráni irodájában.
- Társalapítója az Association for Support of Children's Rights Szövetség a Gyermekek Jogainak támogatására (1995). Az egyesület elnöke 2000-ig, azóta is segíti őket jogi tanácsokkal. 2011-ben a szövetségnek több mint 500 aktív tagja van.
- Ingyenes előadásokat tart a gyermekek jogairól és az emberi jogok témaköréből.
- Társalapítója és elnöke a Defenders of Human Rights Center-nek (Emberi Jogi Jogvédők Központja) amelyet négy védőügyvéd alapított 2001-ben. A nők jogait, politikai foglyokat és kisebbségeket védő Központot a rendőrség bezárta 2008. december 21-én bírói ítélet nélkül.[11][12]
- Több mint 30 előadást tartott az egyetemen és tudományos konferenciákat, szemináriumokat, amelyek az emberi jogokat érintik. Az előadásokra Iránban, Franciaországban, Belgiumban, Svédországban, Svájcban, Nagy-Britanniában és Amerikában kérték fel.
- Képviselt több újságírót, vagy családjukat, akiket véleménynyilvánításuk miatt vádoltak vagy ítéltek el.
- Képviselt sorozatos gyilkosságok áldozatait (a Foruhar család).
- Képviselete a Ezzat Ebrahiminejad családját, akit 1999. július 9-én, az egyetemi kollégium megtámadása során gyilkoltak meg.
- Arin Golshani anyját képviselte, a lányét, akit gyámsági perben elvettek anyjától, és akit nevelőanyja házában találtak meg holtan.
- 2008-ban elvállalta a hét bahái vezető védelmét. Ezután több fenyegetést kapott, hogy ne védje az Iránban nem elismert vallási kisebbséget.[13]
- Javasolta az Islamic Consultative Assembly (Iszlám Konzultatív Közgyűlés, Majlis) részére, hogy ratifikálják azt a törvényt, amely tiltja a gyermekek elleni erőszak minden formáját. 2002 nyarán az erről szóló határozatot a Majlis elfogadta.